# 101-ша легка піхотна дивізія (Третій Рейх)
101-ша легка піхотна дивізія (Третій Рейх) (нім. 101. leichte-Infanterie-Division) — легка піхотна дивізія Вермахту за часів Другої світової війни. 6 липня 1942 переформована на 101-шу єгерську дивізію.

## Історія
101-ша легка піхотна дивізія була створена 10 грудня 1940 в Празі під час 12-ї хвилі мобілізації Вермахту на базі формувань 35-ї піхотної дивізії.

## Райони бойових дій
- Протекторат Богемії і Моравії (грудень 1940 — квітень 1941);
- Югославія (квітень — червень 1941);
- СРСР (південний напрямок) (червень 1941 — липень 1942).

## Командування

### Командири
- генерал артилерії Еріх Маркс (нім. Erich Marcks) (10 грудня 1940 — 26 червня 1941);
- генерал-лейтенант Йозеф Браунер фон Гайдрінген (нім. Josef Brauner von Haydringen) (26 червня 1941 — 11 квітня 1942);
- генерал-лейтенант Еріх Дістель (нім. Erich Diestel) (11 квітня — 6 липня 1942).

## Нагороджені дивізії
Нагороджені дивізії
Нагороджені Сертифікатом Пошани Головнокомандувача Сухопутних військ для військових формувань Вермахту за збитий літак противника
- 16 травня 1942 — 12-та рота 229-го піхотного полку за дії 5 жовтня 1941 (76).

|  | Кавалери Нагрудного знаку ближнього бою в золоті                                                           | 19 |
|  | Кавалери Золотого Німецького Хреста                                                                        | 127 |
|  | Кавалери Срібного Німецького Хреста                                                                        | 1 |
|  | Кавалери Лицарського хреста Залізного хреста з Дубовим листям                                              | 5 (№ 212 обер-лейтенант Йозеф Культ — 15.03.1943 № 360 лейтенант Генріх Ошс — 30.12.1943 № 474 обер-фельдфебель Йоганн Швердфегер — 14.05.1944 № 475 генерал-лейтенант Еміль Фогель — 14.05.1944 № 592 оберст Отто Шурі — 21.09.1944) |
|  | Кавалери Лицарського хреста Залізного хреста                                                               | 29 |
|  | Кавалери Почесної відзнаки сухопутних військ «Почесна застібка на орденську стрічку для Сухопутних військ» | 30 |
|  | Кавалери ордену Михая Хороброго ІІІ ступеня (Румунія)                                                      | 1 |

- Нагороджені Сертифікатом Пошани Головнокомандувача Сухопутних військ (15)